# Spotify
Спо́тифа́й, також Спо́тіфа́й (англ. Spotify, вимовляється [ˈspɒtɪfaɪ]; Шведською: [ˈspɔ̂tːɪfaj]) — стримінговий сервіс потокового аудіо, що дозволяє слухати музичні композиції та подкасти. Надає послуги легального онлайнового стримінгу аудіозаписів основних світових і незалежних лейблів, зокрема BBC, Sony, EMI, Warner Music Group та Universal. Запущений у жовтні 2008 року шведським стартапом «Spotify AB».
«Spotify» — перший стримінговий сервіс, що дозволяє слухати музику онлайн без потреби у завантаженні файлів на пристрій. Сервіс доступний у більшості країн світу: Америки (крім Куби), Європи й Океанії, а також у значній частині країн Азії й Африки.
Загалом сервіс доступний на ринках 186 країн світу й підтримує більше ніж 36 мов, серед яких є й українська.

## Історія
Spotify присутній на операційних системах Windows, macOS, Linux, Android та iOS, а функція Spotify Connect («З'єднання по Спотифай») дозволяє користувачам застосувати низку розважальних систем. Користувачі за допомогою пошуку можуть знаходити артистів, альбоми, плейлісти, лейбли.
Також сервіс дозволяє користувачам створювати, редагувати й ділитися своїми списками відтворення один з одним. Spotify має більше ніж 30 млн пісень, кількість яких зростає. 
У 2006 Мартін знайомить Даніеля Ека із засновником «μTorrent», Людвігом Стрігеусом, який не знав, що робити із сервісом, що набирав піратську популярність, і Даніель викуповує у нього «μTorrent», розповівши, що у них є ідея легального музичного сервісу, куди він запрошує Людвіга програмістом. Незабаром він продав «μTorrent» компанії «BitTorrent».
Станом на червень 2016 року в сервісі були зареєстровані більше ніж 100 млн людей, 40 млн з яких користувалися платними послугами. 2017 року зі 150 млн підписників половина мала оплачену підписку.
1 березня 2018 року Spotify заявив про наміри стати публічною компанією. 3 квітня 2018 року почалася торгівля акціями, загальна капіталізація становила 23,5 млрд доларів. Станом на 11 вересня капіталізація досягла 32,8 млрд доларів.[джерело?]
Попри стабільне зростання прибутків, збитковість Spotify продовжує збільшуватись, досягнувши 394 мільйонів доларів за 2 квартал 2018 року.
У лютому 2019 року за 340 млн доларів були придбані компанії Gimlet Media Inc. та Anchor FM Inc., які створюють і розповсюджують подкасти. До кінця року Spotify планувала витратити на подкасти $500 млн, вбачаючи в них серйозні рекламні можливості. З 14 липня 2020 року сервіс доступний в Україні.
У листопаді 2021 року Spotify придбав платформу для аудіокниг Findaway.
У лютому 2022 року Spotify оголосили про намір стати титульним спонсором футбольного клубу Барселона та купити назву легендарної арени «Камп Ноу». Барселона та Spotify підпишуть контракт на три сезони, сума якого складає 280 мільйонів євро.

Після початку повномасштабного вторгнення Росії в Україну компанія Spotify обмежила свою діяльність в Росії, зокрема, закрила офіси та усунула контент, який спонсорувала російська влада. Spotify залишався доступним для російських користувачів до 11 квітня 2022 року, проте потім повністю призупинив роботу через нові закони в Росії, що збільшували контроль над медіа. У лютому 2023 року Spotify подав заяву на ліквідацію своєї єдиної юридичної особи, що офіційно припинила свою діяльність 14 грудня того ж року. Рішення про вихід із російського ринку було зумовлене підвищеним ризиком для безпеки працівників та слухачів, а також стратегічним переглядом власної політики у світлі воєнних подій.
«Це ставить під загрозу безпеку наших працівників та, можливо, наших слухачів. Після ретельного розгляду варіантів, заснованих на поточних обставинах, ми прийшли до складного рішення повністю призупинити роботу в Росії».
Це рішення призвело до втрати приблизно 2,1 млн платних підписників протягом першого та другого кварталів 2022 року.

### Хронологія появи сервісу
| Історія поширення | Історія поширення | Історія поширення    |
| Дата              | Країни/Регіони | Джерела              |
| ----------------- | --- | -------------------- |
| 7 жовтня 2008     | - Швеція (1) - Іспанія (2) - Норвегія (3) - Фінляндія (4) - Франція (5) | [ 23 ]               |
| 10 лютого 2009    | - Велика Британія (6) | [ 24 ]               |
| 18 травня 2010    | - Нідерланди (7) | [ 25 ]               |
| 14 липня 2011     | - Сполучені Штати (8) | [ 26 ] [ 27 ]        |
| 12 жовтня 2011    | - Данія (9) | [ 28 ] [ 29 ]        |
| 15 листопада 2011 | - Австрія (10) | [ 30 ]               |
| 16 листопада 2011 | - Бельгія (11) - Швейцарія (12) | [ 31 ]               |
| 13 березня 2012   | - Німеччина (13) | [ 32 ]               |
| 22 травня 2012    | - Австралія (14) - Нова Зеландія (15) | [ 33 ] [ 34 ]        |
| 13 листопада 2012 | - Андорра (16) - Ірландія (17) - Ліхтенштейн (18) - Люксембург (19) - Монако (20) | [ 35 ] [ 36 ] [ 37 ] |
| 12 лютого 2013    | - Італія (21) - Польща (22) - Португалія (23) | [ 38 ]               |
| 16 квітня 2013    | - Гонконг (24) - Естонія (25) - Ісландія (26) - Латвія (27) - Литва (28) - Малайзія (29) - Мексика (30) - Сінгапур (31) | [ 39 ] [ 40 ]        |
| 24 вересня 2013   | - Аргентина (32) - Греція (33) - Тайвань (34) - Туреччина (35) | [ 41 ] [ 42 ]        |

Країни, де працює Spotify

| 12 грудня 2013    | - Болгарія (36) - Болівія (37) - Гватемала (38) - Гондурас (39) - Домініканська Республіка (40) - Еквадор (41) - Кіпр (42) - Колумбія (43) - Коста-Рика (44) - Мальта (45) - Нікарагуа (46) - Панама (47) - Парагвай (48) - Перу (49) - Сальвадор (50) - Словаччина (51) - Угорщина (52) - Уругвай (53) - Чехія (54) - Чилі (55) | [ 43 ] [ 44 ]        |
| 8 квітня 2014     | - Філіппіни (56) | [ 45 ]               |
| 28 травня 2014    | - Бразилія (57) | [ 46 ]               |
| 30 вересня 2014   | - Канада (58) | [ 47 ]               |
| 30 березня 2016   | - Індонезія (59) | [ 48 ]               |
| 29 вересня 2016   | - Японія (60) | [ 49 ]               |
| 22 серпня 2017    | - Таїланд (61) | [ 50 ] [ 51 ]        |
| 13 березня 2018   | - В'єтнам (62) - Ізраїль (63) - Південно-Африканська Республіка (64) - Румунія (65) | [ 52 ]               |
| 13 листопада 2018 | - Алжир (66) - Бахрейн (67) - Єгипет (68) - Йорданія (69) - Катар (70) - Кувейт (71) - Ліван (72) - Марокко (73) - Об'єднані Арабські Емірати (74) - Оман (75) - Палестина (76) - Саудівська Аравія (77) - Туніс (78) | [ 53 ]               |
| 26 лютого 2019    | - Індія (79) | [ 54 ]               |
| 14 липня 2020     | - Албанія (80) - Білорусь (81) - Боснія і Герцеговина (82) - Казахстан (83) - Косово (84) - Молдова (85) - Північна Македонія (86) - Росія(Призупинено 25 березня 2022 року) - Сербія (87) - Словенія (88) - Україна (89) - Хорватія (90) - Чорногорія (91) | [ 55 ]               |
| 1 лютого 2021     | - Південна Корея (92) | [ 56 ]               |
| 23 лютого 2021    | - Бангладеш (93) - Гана (94) - Кенія (95) - Нігерія (96) - Пакистан (97) - Танзанія (98) - Уганда (99) - Шрі-Ланка (100) | [ 57 ]               |
| 24 лютого 2021    | - Антигуа і Барбуда (101) - Багами (102) - Барбадос (103) - Беліз (104) - Ботсвана (105) - Буркіна-Фасо (106) - Бутан (107) - Вануату (108) - Гаїті (109) - Грузія (110) - Гамбія (111) - Гаяна (112) - Гвінея-Бісау (113) - Гренада (114) - Домініка (115) - Кабо-Верде (116) - Кірибаті (117) - Кюрасао (118) - Лесото (119) - Ліберія (120) - Малаві (121) - Мальдіви (122) - Малі (123) - Маршаллові Острови (124) - Мікронезія (125) - Намібія (126) - Нігер (127) - Палау (128) - Папуа Нова Гвінея (129) - Самоа (130) - Сан-Марино (131) - Сан-Томе і Принсіпі (132) - Сейшели (133) - Сенегал (134) - Сент-Вінсент і Гренадини (135) - Сент-Кіттс і Невіс (136) - Сент-Люсія (137) - Соломонові Острови (138) - Східний Тимор (139) - Сьєрра-Леоне (140) - Тонга (141) - Тринідад і Тобаго (142) - Тувалу (143) - Фіджі (144) - Ямайка (145) | [ 57 ]               |
| 25 лютого 2021    | - Азербайджан (146) - Бруней (147) - Бурунді (148) - Габон (149) - Гвінея (150) - Екваторіальна Гвінея (151) - Есватіні (152) - Зімбабве (153) - Камбоджа (154) - Камерун (155) - Киргизстан (156) - Коморські Острови (157) - Лаос (158) - Мавританія (159) - Макао (160) - Монголія (161) - Непал (162) - Руанда (163) - Того (164) - Узбекистан (165) - Чад (166) | [ 57 ]               |
| 16 березня 2021   | - Ангола (167) - Бенін (168) - Джибуті (169) - Замбія (170) - Кот д'Івуар (171) - Маврикій (172) - Мадагаскар (173) - Мозамбік (174) | [ 57 ]               |
| 29 вересня 2021   | - Ангілья (175) - Аруба (176) - Бонайре (177) - Британські Віргінські Острови (178) - Гваделупа (179) - Кайманові Острови (180) - Мартиніка (181) - Монтсеррат (182) - Саба (183) - Сен-Бартельмі (184) - Сен-Мартен (185) - Сінт-Естатіус (186) - Сінт-Мартен (187) - Теркс і Кайкос (188) - Французька Гвіана (189) | [ 58 ]               |
| 16 листопада 2021 | - Венесуела (190) - Ірак (191) - Конго (192) - ДР Конго (193) - Лівія (194) - Таджикистан (195) | [ 59 ]               |
| 22 грудня 2022    | - Ефіопія (196) | [ 60 ]               |

## Бізнес-модель
Spotify працює за бізнес-моделлю фріміум, за якою користувачам безкоштовно надаються базові послуги, але також пропонуються додаткові функції за плату. Відповідно, Spotify отримує прибуток, продаючи підписки та продаючи рекламодавцям увагу тих слухачів, котрі не купили підписку.
В 2013 році Spotify опублікував лендинг «Spotify for Artists», на якому запропонував митцям, дотичним до музики, монетизувати прослуховування свого контенту. Spotify for Artists заявляє, що компанія не має фіксованої ставки за програвання; замість цього враховуються фактори, такі як країна користувача та ставка авторської винагороди для кожного окремого виконавця. Станом на 2014 рік правовласники отримували від $.000029 до $.0084 за прослуховування
В Україні Spotify доступний з 15 липня 2020 року, а вже 27 липня українські рекламодавці отримали можливість розміщувати оголошення на платформі. Відтоді платформа монетизує прослуховування користувачів із України і дає можливість заробляти українським музикантам, продюсерам, подкастерам та решті митців, дотичних до аудіоконтенту. В 2022 році українські хітмейкери отримували від монетизації Spotify 1000-10000$ на місяць.

## Якість аудіо
Spotify пропонує 3 різноманітні бітрейти мовлення у форматі Ogg Vorbis.
| Якість звучання     | Бітрейт    | Доступ в безкоштовній версії |
| ------------------- | ---------- | ---------------------------- |
| Нормальна якість    | 96 Кбіт/с  | Так                          |
| Висока якість       | 160 Кбіт/с | Так                          |
| Екстремальна якість | 320 Кбіт/с | Ні, лише в преміум версії    |

У листопаді 2023 року стало відомо, що музичний додаток Spotify використовуватиме великі мовні моделі (LLM) від Google Cloud (штучний інтелект), які допомагатимуть підбирати індивідуальні рекомендації на основі того, які користувач слухає подкасти та аудіокниги.

## Оновлення в політиці безпеки
Через те, що сімейним тарифом зазвичай користуються друзі, аби заощадити, Spotify почав перевіряти, де живуть передплатники сімейного плану. Користувачі отримують листи від компанії з проханням вказати своє місцеперебування через GPS. Проте відмова підтвердити місцеперебування не матиме наслідків, запевнили у Spotify.
Водночас у компанії запевнили, що наразі вони тестують кілька поліпшень для сімейних преміум-акаунтів на деяких ринках і в обмежених групах.

## Бойкот Spotify
Spotify потрапив у скандал після подкасту Джо Рогана, в якому доктор Роберт Мелоун заявив, що вакцини не тільки не працюють, а й підвищують ризик захворіти на коронавірус у тих, хто вже його переніс; а також, що американці були «загіпнотизовані» на носіння масок й отримання вакцин. Першим вимогу видалити музику з фонотеки Spotify висунув рок-музикант Ніл Янг. Він написав відкритий лист, у якому говорилося, що шоу Джо Рогана (The Joe Rogan Experience) «поширює неправдиву інформацію про вакцини». У результаті Spotify видалив лист та всю бібліотеку музиканта, щомісячна аудиторія якого перевищувала 6 мільйонів людей і приносила йому понад 60 % усього прибутку. Звернення запустило цілу лавину бойкотів з боку інших творців контенту — музикантів та подкастерів. За п'ять останніх днів 2021 року акції компанії впали на 8 %, а загалом з початку року знизилися майже на 30 %. Втрати компанії оцінено щонайменше у 4 млрд доларів. Після скандалу компанія Spotify інвестувала 100 млн доларів у ліцензування, розробку й маркетинг контенту від «історично маргіналізованих груп», щоб зробити подкаст-майданчик більш відкритим та інклюзивним.

## Судові процеси

### Spotify проти Apple
У 2019 році юристи компанії Spotify подали на розгляд влади Євросоюзу антимонопольну скаргу. Вони звинуватили Apple у цілеспрямованому обмеженні конкурентної боротьби. У грудні 2023 року розгляд добігав кінця. На північноамериканську корпорацію міг бути накладений багатомільярдний штраф. Apple може бути оштрафований на 10 % від валової виручки за рік, йдеться про 30 млрд USD. За даними Bloomberg, вердикт за скаргою власника одного з найбільших на планеті стрімінгових сервісів буде винесено на початку 2024 року.
У 2024 році Apple була оштрафована Європейською комісією на суму 1,8 млрд євро за використання свого домінантного положення на ринку програм для потокового передавання музики для користувачів iPhone та iPad. Крім виплати штрафу, компанія повинна відмовитися від антиконкурентних умов App Store, що заважали розробникам інтегрувати підписки у свої додатки без сплати комісії Apple. Ці обмеження призводили до того, що підписка на Spotify ставала дорожчою, ніж на Apple Music, що порушувало конкуренцію. Apple оголосила про свої наміри подати апеляцію на рішення Європейської комісії.